# Лэйард, Ричард
Питер Ричард Гренвилл Лэйард, лорд (англ. Lord Peter Richard Grenville Layard; род. 15 марта 1934) — английский экономист. Почётный профессор Лондонской школы экономики, директор Центра экономического развития.
Учился в Кембридже и Лондонской школе экономики (магистр, 1967). Работал научным сотрудником Комитета по высшему образованию, возглавляемого Л. Роббинсом. Сотрудничал с Рабочим центром экономических реформ при Правительстве РФ (1992-97).
Титула лорда удостоен в 2000 году. Награждён медалью им. В. В. Леонтьева (2004). Член Британской академии.
В 1991 году Лэйард женился на Молли Кристин Мичер (*1940), известном социальном работнике. В 2006 году Молли Мичер была удостоена титула баронессы.

## Основные произведения
- «Микроэкономическая теория» (Microeconomic Theory, 1978, совместно с Э. Уотерсом);
- «Как победить безработицу» (How to Beat Unemployment, 1986);
- Richard Layard, Jan-Emmanuel De Neve[англ.]. Wellbeing: Science and Policy. — UK : Cambridge University Press, 2023. — ISBN 9781009298940.
- Макроэкономика : Курс лекций для российских читателей. — М.: Джон Уайли анд Санз, 1994. — 159 c. — ISBN 5-88182-024-X
- Счастье. Уроки новой науки = Happiness: Lessons from a New Science. — Издательство Института Гайдара, 2012. — 416 с. ISBN 978-5-93255-333-6